# Pediatrics
Pediatrics ist eine wissenschaftliche Fachzeitschrift, die von der American Academy of Pediatrics herausgegeben wird. Sie erscheint seit Januar 1948 monatlich. Es werden Arbeiten veröffentlicht, die sich mit allen Fragen der Pädiatrie beschäftigen.
Der Impact Factor lag im Jahr 2020 bei 7,124. Nach der Statistik des ISI Web of Knowledge wird das Journal mit diesem Impact Factor in der Kategorie Pädiatrie an vierter Stelle von 119 Zeitschriften geführt.